# Screaming Dead
Screaming Dead was een gothic rock- of punkrockband uit Cheltenham, opgericht in 1980 en opgeheven in 1985. Ze was opnieuw actief tussen 1997 en 1999. De stijl wordt veelal als horrorpunk gekarakteriseerd.

## Bezetting
In 1980 was de gebruikelijke term voor gothic rock nog ‘positive punk’; oprichter en gitarist van de ‘punkgroep’ was Tony McKormack. Hij wierf als zanger Sam Bignall aan, die oorspronkelijk zanger van een groepje genaamd The Waste was geweest. De bassist werd Mal Page en drummer werd Mark Ogilvie. Hun democassette verkocht goed, en de aanvankelijk lokale populariteit van de groep verspreidde zich middels recensies in verschillende tijdschriften, zoals Rising Free. Hun eerste officiële uitgave was het album Children of the Boneyard Stones, dat in 1982 werd uitgebracht en enkel op cassette bestaat; bij dit album bevond zich een badge en een exemplaar van Warcry, het fanzine dat de groep zelf gesticht had.
Hun eerste single op vinyl, Valley of the Dead, werd door henzelf gefinancierd en op hun eigen label Skull Records uitgegeven; echter waren alle exemplaren binnen één week tijd uitverkocht, waarop de single door het label No Future werd overgenomen. Met de 12-inch-single Night Creatures uit 1983 bereikte de groep plaats 22 in de UK Indie Charts. 
In 1984 bracht Screaming Dead een cover van Paint it Black van The Rolling Stones uit, bij wijze van eerbetoon aan Brian Jones, die in Cheltenham begraven ligt. In datzelfde jaar werd Nick Upton als saxofonist aangetrokken, waartoe de groep geïnspireerd was door X-Ray Spex. Hun laatste twee albums werden door Nine Mile Records uitgegeven, doch de wisseling van stijl viel niet bij alle fans in de smaak. In 1985 viel Screaming Dead uiteen.
Tony MacKormack en zijn vrouw Candia Ridley stichtten in 1989 de heidense rockgroep Inkubus Sukkubus. In 1997 kwam het tot een reünie van Screaming Dead, zij het zonder Ogilvie en Upton. In deze opstelling brachten ze het album Death Rides Out uit en ondernamen ze twee tournees door Duitsland. In 1999 ging de groep ten slotte wederom uit elkaar.
Ofschoon Screaming Dead door de pers als gothic omschreven werd, hield zanger Bignall vol dat het een punkrockgroep met interesse voor horrorthema’s was.

## Discografie

### Albums
- 1982: Children of the Boneyard Stones
- 1993: Bring Out Yer Dead
- 1997: Death Rides Out

### Singles,ep’s
- 1982: Valley of the Dead (‘Valley of the Dead’, ‘Schoolgirl Junkie’, ‘Lilith’)
- 1983: Night Creatures (‘Night Creatures’, ‘Angel of Death’, ‘Necroaria’, ‘20th Century Vampire’)
- 1984: Paint It Black (‘Paint it Black’, ‘Warriors’)
- 1984: The Danse Macabre Collection (‘The Lovers’, ‘Serenade of suicide’, ‘The Night’, ‘Sister Crow’)
- 1985: A Dream of Yesterday (‘A Dream of Yesterday’, ‘Jonnie the Bastard’, ‘Tower of Babel’)